# Delta Renu-Mozy-Skaldy

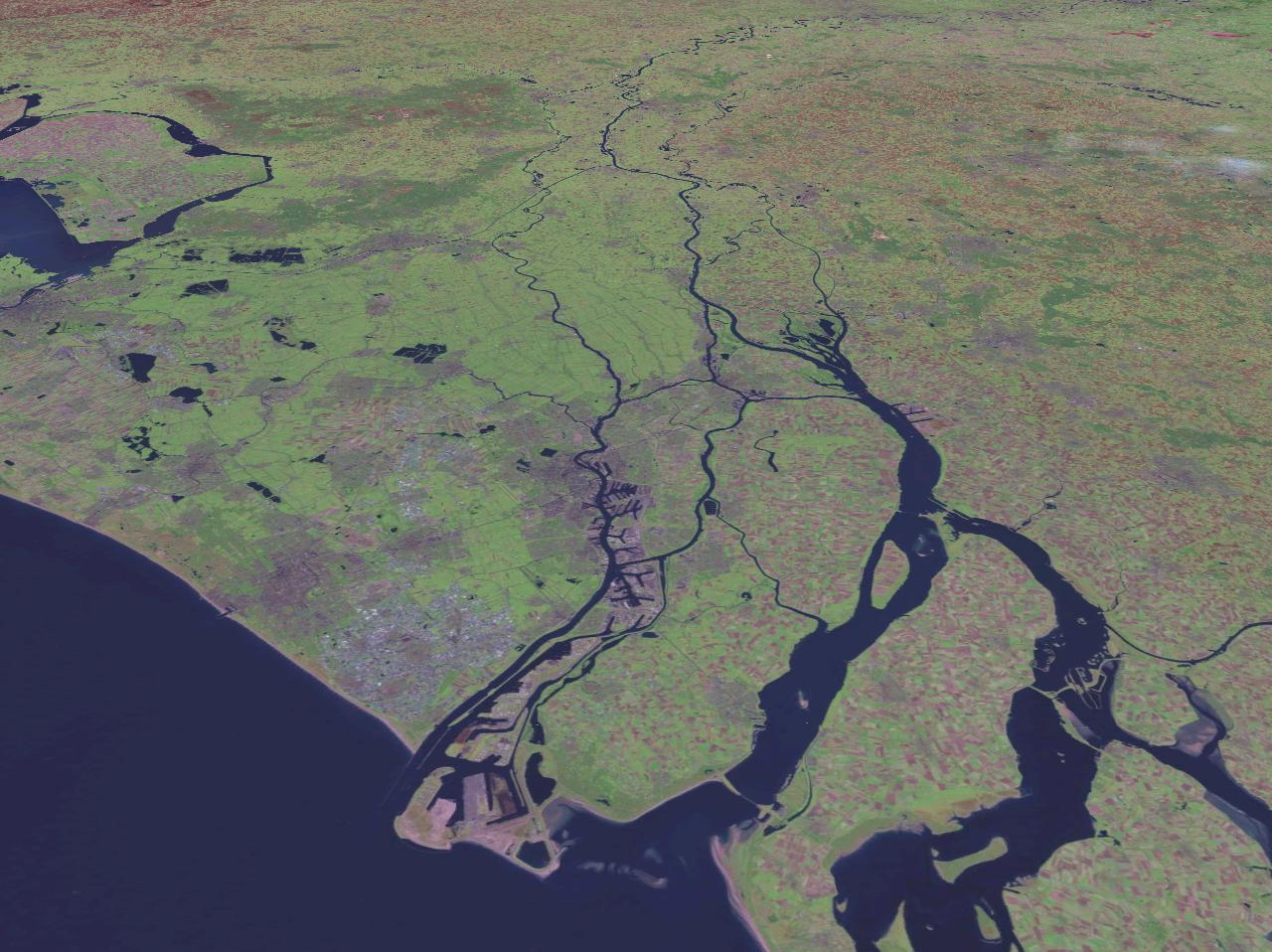
Delta Renu i Mozy

Delta trzech rzek: Renu, Mozy i Skaldy – położona w południowej Holandii oraz częściowo w Niemczech i Belgii i zajmuje obszar ok. 5700 km². Jest częścią ważnych dróg rzecznych trzech żeglownych rzek łączących się na jej terenie poprzez system kanałów. Trzy główne odnogi Renu tworzące tę deltę to Waal, IJssel i Lek. Na jej obszarze znajdują się największe porty Belgii i Holandii – Rotterdam, Antwerpia (Belgia) oraz Amsterdam przez połączenie Kanałem Amsterdam–Ren. Innymi portami są Medemblik, Nijmegen, Terneuzen, Vlissingen.
Pozostałe większe miasta leżące na terenie delty:
- Spijk
- Utrecht
- Arnhem
- Amersfoort
- Apeldoorn
- Haga
- Dordrecht
- Haarlem,
- Haarlemmermeer
- Lejda
- Nijmegen
- Zwolle

Po powodzi w 1953 w prowincji Zelandia rozpoczęto na jej terenie budowę systemu tam przeciwpowodziowych (tzw. Plan Delta – Deltawerker). Tamy miały chronić południowo-zachodnią Holandię przed powodziami sztormowymi i oddzielić ujścia Skaldy Wschodniej, Mozę i Ren od Morza Północnego. Łączna długość tam dochodzących do 40 metrów wysokości wynosi 30 km. Największymi tamami są: Haringvliet (dł. 4,5 km) z 17 śluzami, tamy na Skaldzie Wschodniej o długości 9 km, w cieśninach Brouwershavensche Gat i Veere.
Delta-Plan skrócił linię brzegową Holandii o 700 km, przy okazji zwiększając powierzchnię użytków rolnych kraju o 10%. W delcie wybudowano m.in. sztuczną wyspę Neeltje Jans na Skaldzie Wschodniej, na której znajduje się muzeum Delta-Expo.

## Literatura przedmiotu
- Hendrik J.A. Berendsen, The Rhine-Meuse delta at a glance wersja on line
- Piet H. Nienhuis, Environmental History of the Rhine-Meuse Delta, Dordrecht 2008
- Geology of the Netherlands, hrsg. von Theo E. Wong u.a., Amsterdam 2007